# لیکویی چشم‌زرد
لیکویی چشم‌زرد (نام علمی: Chrysomma sinense) نام یک گونه از تیره سسکیان است.